# Ala Gallorum Indiana
L'Ala Gallorum Indiana ("Ala dei Galli di Indo") era una unità di cavalleria ausiliaria dell'esercito romano composta da Galli, il cui nome deriva da quello del loro primo comandante Giulio Indo, un nobile della tribù dei Treveri che collaborò a sedare una rivolta gallica nel 21.
Si ritiene che l'Ala Indiana abbia partecipato alla conquista romana della Britannia, tanto che attorno alla metà del I secolo era insediata a Corinum (Cirencester); la sua presenza è testimoniata dal ritrovamento di una tomba di un eques a Cirencester prodotta in uno stile che risale agli anni 70. Nel 98 si trova attestata in Germania inferiore e nel 134 in Germania superiore.